# Giant Bomb
Giant Bomb est un site web américain et wiki spécialisé dans les jeux vidéo, critiques, commentaires et vidéos, créé par les anciens éditeurs de GameSpot — Jeff Gerstmann et Ryan Davis — en collaboration avec Whiskey Media. Le site a été choisi par le magazine Time comme l'un des 50 meilleurs sites de 2011. Le site est acquis par CBS Interactive en mars 2012.

## Historique

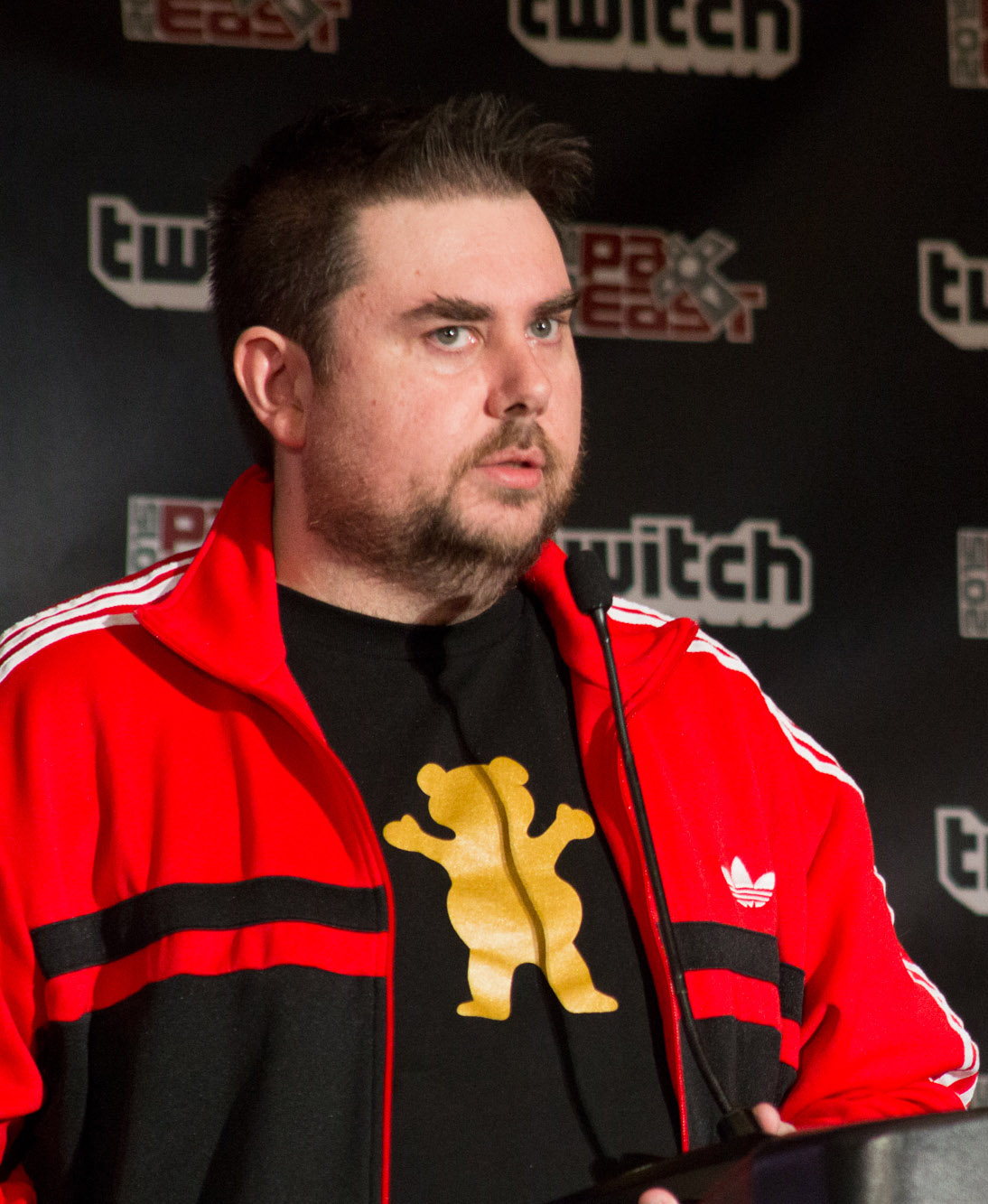
Jeff Gerstmann a estimé que l'information sur les jeux vidéo était devenue "stérile".

Après avoir été renvoyé de sa fonction d'éditeur chez GameSpot, Gerstmann eut l'idée de créer un nouveau site de jeux vidéo à l'aide d'une équipe. Son but était de créer « un site Internet amusant » concernant les jeux vidéo qui n'exposerait pas le côté commercial de l'industrie vidéoludique. Les éditeurs du site incluent d'anciens éditeurs de GameSpot soit Gerstmann, Ryan Davis, Alex Navarro, Brad Shoemaker et Vinny Caravella, ainsi que Patrick Klepek, ancien employé chez G4, et Drew Scanlon. Giant Bomb a été fondé le 6 mars 2008 sous le forme d'un blog ; le site Internet, quant à lui, a été lancé le 21 juillet 2008. Les bureaux de Giant Bomb étaient initialement localisés à Sausalito (Californie), mais ils sont, en date du 6 juin 2011, localisés à San Francisco.
Le 1er mai 2025, plusieurs employés de Giant Bomb annoncent qu'ils ne font plus partie de l'entreprise, à la suite d'une restructuration opérée par le groupe Fandom. Le 10 mai 2025, lors du PAX East, l'annonce est faite que le site devient indépendant, racheté par d'anciens éditeurs du site tels que Jeff Grubb (bien que licencié quelques jours auparavant) ou Jeff Balakar,,.